# Androsace rockii
Androsace rockii là một loài thực vật có hoa trong họ Anh thảo. Loài này được W.E.Evans mô tả khoa học đầu tiên năm 1926.